# 홋카이도 여객철도 721계 전동차
홋카이도 여객철도 721계 전동차(일본어: JR北海道721系電車)는 홋카이도 여객철도(JR홋카이도)가 1988년부터 도입한 교류 근교형 전동차이다.

## 개요
홋카이도내의 전철화 구간, 특히 삿포로 근교에서는 수송 수요의 증가가 현저하고 새로운 역의 설치나 열차 증편 등의 대응이 도모되어 왔다. 해당 구간은 복선이긴 하지만 대피선을 갖춘 역이 적고, 특급 열차에서 회송 열차까지 다양한 종류의 열차가 동일한 선로를 왕래하고 있어 열차 운행 빈도를 향상시키기 위해서는 가속·감속 성능이 뛰어난 차량이 필요했다. 또한 버스·자가용 자동차 등 경쟁 교통 기관의 존재도 무시할 수 없었으며, 고품질의 여객 서비스 제공도 과제로 대두되었다.
원래 해당 구간에서 사용해 온 711계 전동차나 50계(51형)객차는 이 조건에 대응할 수 없었기에 내외장의 사양을 혁신한 새 형식으로 개발된 차량이 본 계열이다. 1988년 11월 3일에 영업 운행을 개시했다.
당초 사이리스터 위상제어를 이용한 3량 편성을 기본으로 삿포로역을 중심으로한 근교 구간에서 사용되었다. 1992년에는 공항 접근 수송(신치토세 공항 역 연계)에 대응하는 6량 고정 편성이 제작되면서 이듬해 1993년부터 VVVF 인버터 제어를 채용하는 등 지속적으로 사양의 변경이 실시되는 형태로 2003년까지 제작되었다.
제작은 가와사키 중공업·히타치 제작소·도큐 차량 제조에서 실시된 것 외에 나에보 공장에서 녹다운 생산(자기 지역에서의 생산)된 차량도 있다.

## 구조

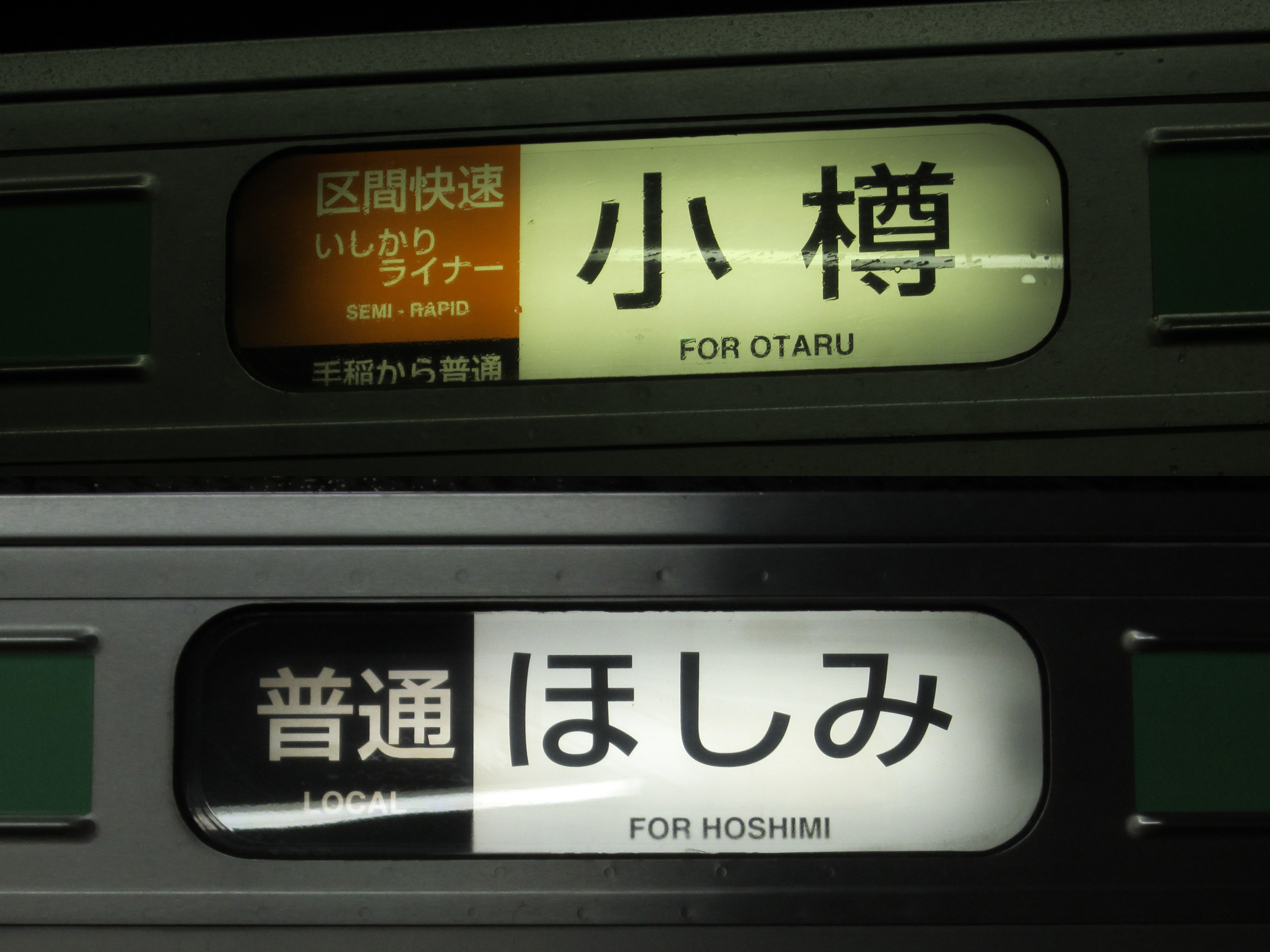
측면 행선막(2012년 5월)

차체는 경량 스테인리스 제로 정면 창문 바로 상부에 설치한 등화를 보호 유리로 가린 전면 형상은 키하 183계 500번대와 유사하다. 승객용 출입문은 편측 미닫이식을 한쪽 3개소에 설치하고 홋카이도의 보통 열차용 차량으로는 처음 냉방 장치를 탑재하여 각 차량의 지붕 위에 집중식 냉방 장치 N-AU721형(23,000 kcal)을 1기 탑재한다. 측면 창은 대형의 고정창으로 8차 도입분 이외에는 냉방 고장시의 환기를 위해 일부 개폐할 수 있다. 차체의 띠 색은 일반 차량이 연둣빛(연두색), u시트 차량은 측면 창 하부만 농청+빨간 색이다.
운전대에는 플라즈마 디스플레이 단색 표시 모니터 장치를 탑재하고 JR 그룹의 차량으로서는 처음으로 원핸들 주간제어기를 채용했다.
제어계는 5차 도입분까지 주회로의 브리지(정류 회로)에 사이리스터와 다이오드로 구성된 사이리스터, 다이오드 혼합 브리지를 사용한 사이리스터 위상 제어에 의한 직류 전동기 구동(N-MT721.150kW, 기어비 4.82), 6차 도입분 이후에는 VVVF 인버터에 의한 교류 전동기 구동(N-MT785.215kW, 기어비 5.19)을 실시한다. 사양의 상세는 후에 서술한다.
대차는 211계 전동차 등의 DT50계 볼스터레스 대차를 기본으로 고속 주행시의 사행동을 막는 요댐퍼를 설치하고, 빙설 대책으로 기초 제동 장치를 주철 제륜자 방식으로 한 N-DT721형·N-TR721형으로 기초 용수철은 공기 용수철, 저널 박스 지지는 DT50계와 같은 원추 적층 고무를 이용한다. 1000번대(6.7차 도입분)에서는 지지 방식을 축량식으로 변경하여 대차 형식은 N-DT721A형·N-TR721A형으로 되었다.

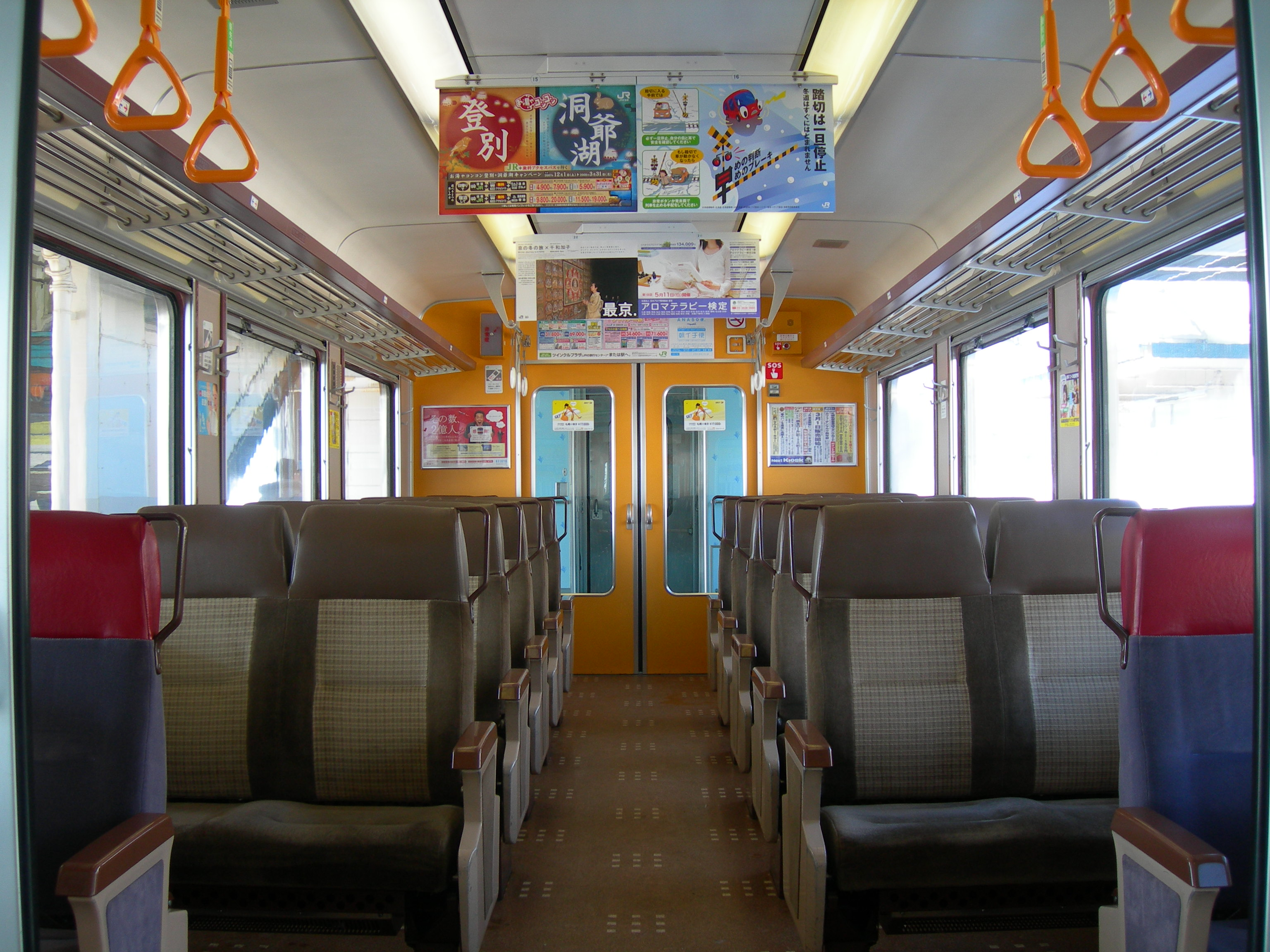
721계 전동차 차내(2차 도입분)

실내는 보온 대책으로서 양미닫이식의 칸막이 문을 마련한 데크가 있으며, 객실은 전후 2개 실로 나뉜다. 좌석은 2+2 배열의 전환 크로스시트로 데크 인접부만은 1+1 배열이 된다. 지정석 'U시트'로 사용되는 차량에는 프리스톱식 리클라이닝 시트를 설치한다. 8차 도입분에서는 형광등 덮개 및 데크 칸막이 문을 폐지하고 출입문 인접부의 좌석을 2인 롱시트로 하고 있다.
출발시 가속레버에 경우 일반열차와다르게 보통일반열차에경우 P1  P2  P3  P4  또는 P1  P2  P3  P4  P5 단까지 가속레버가있는대신에
홋카이도 여객철도 721계 전동차   에경우 P1  P2  P3  P4  P5  P6  가속레버가 무려6단 레버까지있다
참고 

## 형식별 설명
- 쿠모하 721형(Mc)차(1-6.8-14·3015-3021·3201·3202)
  - 사이리스터 위상제어 차량 편성 제어 전동차로 오타루 방면의 선두차로 조성된다. 제어 갱신 개조에 의해 동력계를 해제한 쿠하 721형(Tc2)차량에 편입된 차량도 있다.
- 모하 721형
  - 1.(M')차량(1-6.8-14·3015-3021·1009·4101-4104·4201-4204)
    - 편성의 중간에 조성되는 전동차로 2호차(3량 편성) 2호차·5호차(6량 편성)에 조성된다. 1차 도입분에서 7차 도입분까지 제작되어 사이리스터 위상제어 사용과 VVVF 인버터 제어 사용 모두 존재한다. 제어 갱신 개조에 의한 (M)차량에 편입된 차량도 있다.

  - 2.(M1)차량(5101-5103·5201-5203)
    - 편성의 중간에 조성되는 전동차로 오타루 방면에서 2호차·5호차에 조성된다. 731계 전동차 같은 데크 없이 객실 에어커튼 및 차량 외부 스피커가 탑재되고 있다. IGBT 소자를 이용한 주변환 장치를 탑재한 VVVF 인버터 제어 사양으로 8차 도입분에서만 제작되었다.

  - 3.(M2)차량(5001)
    - 편성의 중간에 조성되는 전동차로 3량 편성을 조성할 필요로 1량만(모하 721-5001)제작되었다. F5001편성의 중간에 조성된다. IGBT를 이용한 주변환 장치는 M1차량과 동일하지만, 편성을 조성하는 쿠하 721형 6차 도입분·7차 도입분의 사양에 맞춰 실내는 편미닫이식 객실 칸막이 출입문이 적용되었다.

  - 4.(M)차량(2107·3103·3203·3222·3123)
    - 사이리스터 위상제어 차량 편성에서 갱신 개조된 M'차량이 이에 해당되며 2호차(3량 편성), 2호차 5호차(6량 편성)에 조성된다. IGBT 소자를 이용한 주변환 장치를 탑재한 VVVF 인버터 제어 사양으로 731계 전동차 등과 편성의 차량 형식 기호를 통일하기 위해 신설되었다.
- 모하 720형 (M)차량(3101·3102)
  - 중간 전동차로 쿠모하 721형의 운전대를 생략한 기본 구성이다. 집전 장치는 탑재하지 않는다. F3100번대 편성(6량 편성)의 오타루 방면 4호차에 조성된다. 5차 도입분으로 제작되었다. 제어 갱신 개조에 의해 사하 721형(T)차에 편입된 차량도 있다.
- 쿠하 721형
  - 1.(Tc)차량(1-6.8-14·3015-3021·3101·3102)
    - 사이리스터 위상제어 차량 편성의 제어차로 다키카와·도마코마이 방면의 선두차로 조성된다. 후방 데크에 화장실을 탑재했다. 제어 갱신 개조로 (Tc1)차에 편입된 차량도 있다.

  - 2.(Tc1)차량(1009·2107·3103·3122·4101-4104·5001·5101-5103)
    - VVVF 인버터 제어 차량 편성 제어차로 다키카와·토마코마이 방면 선두차로 조성된다. 후방 데크에 화장실을 탑재했다. F-1009편성에 조성되는 차량(쿠하 721-1009)만 좌석이 u시트이다.

  - 3.(Tc2)차량(2009·2207·3203·3222·4201-4204·5002·5201-5203)
    - VVVF 인버터 제어 차량 편성의 오타루 방면 선두차로 조성된다.
- 사하 721형
  - 1.(Tu)차량(3222·3201-3203·4201-4204·5201-5203)
    - 편성의 중간에 조성되는 부수차로 다키카와·도마코마이 방면 데크에 차장실이 있으며 객실은 u시트를 탑재한다. 6량 편성의 오타루 방향 3호차(u시트 차량)로 조성된다. 5차 도입분과 8차 도입분으로 제작되어 5차 도입분에는 오타루 방면 데크에 화장실을 탑재한다.

  - 2.(T)차량
    - A. 8차 도입분(4101-4104·5101-5103)
      - 편성의 중간에 조성되는 부수차로 6량 편성의 오타루 방면 4호차로 조성된다. 8차 도입분으로 제작되어 데크없이 객실 에어커튼 및 차량 외부 스피커의 탑재 등은 M1차와 동일 사양이다. 오타루 방면 차량 단부에는 휠체어 대응의 대형 화장실을 탑재한다.

    - B. 제어 갱신차(3103·3123)
      - 편성의 중간에 조성되는 부수차에서 6량 편성의 오타루 방면 4호차로 조성된다. 5차 도입분에서 제작된 (M)차량에서 동력계를 해제하고 편입된 차량이다. 화장실 설비가 없는 객실 사양도 5차 도입분의 상태이다.

## 생산년도별 자세한 설명
721계는 제작년도별로 그룹이 나누어므로 제작 첫해인 1988년부터 1년마다 '~ 도입분'으로 불린다.
본항목에서는 제작 순서별 사양에 대해 기술한다. 편성의 상세한 내용은 "편성 운용"절에서 기술한다.

### 1 - 4차 도입분
쿠모하 721형(1-22)
모하 721형(1-22)
쿠하 721형(1-22)
1988 - 1992년에 제작되었다. 사이리스터 위상제어로 주전동기는 직류 전동기의 N-MT721형(150kW)이다.
지붕 위에 발전제동용 저항기를 설치했다. 최고 속도는 120km/h로 다음의 3량 편성으로 사용한다.
| ←오타루・삿포로신치토세 공항・도마코마이・다키카와→ |               |               |
| 쿠모하 721 (Tc)                                     | 모하 721 (M') | 쿠하 721 (Tc) |

제작년도마다 세부 사양이 달라 자세한 내용은 아래 표와 같다.
| 제작시기 번호 | 제작시기 번호 | 표기 문자색     | 좌석 배색             | 데크칸막이 배색      | 저항기 커버 형상   | 현황                 |
| ------------- | ------------- | --------------- | --------------------- | -------------------- | ------------------ | -------------------- |
| 1차 도입분    | 1 - 8         | 검은색          | 빨간색(손잡이는 황색) | 푸른색+백색 은방울꽃 | 대형               | (주)                 |
| 2・3차 도입분 | 9 - 18        | 황록(선은 흰색) | 녹차                  | 하늘색+청 은방울꽃   | 대형               | 15 이후는 3000번대화 |
| 4차 도입분    | 19 - 22       | 흰색            | 녹차                  | 하늘색+청은방울 꽃   | 에어컨과 같은 형상 | 전차량 3000번대화    |

15 - 22는 2002년에 130km/h 대응 개조에 따라 차량 번호는 3000번대(3015-3022)로 변경되었다. 3015, 3017, 3019는 이전 '에어포트'용으로 반실 u시트를 갖춘 편성이며 자동 방송 장치를 탑재하고 있다.
17(현 3017)은 본 계열에서 유일하게 나에보 공장에서 녹다운 생산된 편성이다.
2010년 이후 일부 편성에는 제어의 갱신이 주가 된 대규모 개조가 이루어졌다. 자세한 것은 후에 서술한다.

### 5차 도입분
쿠모하 721형(201-203)
쿠하 721형(101-103)
모하 721형(23, 101-103, 201-203)
모하 720형(23, 101-103)
사하 721형(22, 201-203)
6량 고정편성 차량으로 신치토세 공항 접근의 쾌속 '에어포트'용으로 1992년에 제작되었다.
기본 사양은 4차 차량과 동일한 새로운 중간차 모하 720형·사하 721형이 제작되었다. 모하 720형은 해당 도입분에만 존재하는 형식으로 4량만 제작되었다. 4호차로된 사하 721형으로 화장실과 차장실을 설치한다.
번호는 100.200번대를 부여하여 구별하지만 4차 도입분의 F-22편성에 포함된 중간차 3량(모하 720-23+모하 721-23+사하 721-22)만은 기존차량의 연속 번호로 부여되었다.
2002년에 전체 차량이 130km/h 대응 개조에 따라 차량 번호는 3000번대(원 번호+3000)로 변경되었다.
2010년 이후 일부 편성에는 제어의 갱신을 주가 된 대규모 개조가 이루어졌다. 자세한 내용은 후에 서술한다.

### 6·7차 도입분
모하 721형(1001-1009)
쿠하 721형(1001-1009, 2001-2009)
1993년부터 생산되었다. 785계 전동차의 제어 시스템을 채택하고 제어 장치는 GTO 소자를 이용한 VVVF 인버터, 주전동기는 농형 3상 유도전동기 N-MT785형(215kW)이다. 주전동기의 출력 증대에 의해 전동차는 편성중 1량만 포함된 1M 방식이다. 이 때문에 쿠모하 721형의 설정은 없다. 번호는 1000번대로 구분되었다.
차체의 기본 구조는 5차 도입분과 동일하지만 객실 창이 열선 흡수 유리로 변경되어 두께는 기존보다 1mm 얇은 4mm가 되었다.
| ←오타루・삿포로신치토세 공항・도마코마이・다키카와→ |                    |                     |
| 쿠하 721-2000 (Tc2)                                 | 모하 721-1000 (M') | 쿠하 721-1000 (Tc1) |

상기의 3량 편성을 기본 단위로 한다. 최고속도는 130km/h이다.
1001-1008은 2003년의 편성 변경으로 8차 차량을 혼합 조성하고 6량 고정 편성이 되었다. 자세한 사항은 '편성 운용'절을 참조한다.
1994년 제작의 모하 721-1009를 포함한 F-1009편성은 차기 근교형 차량(→ 731계 전동차)의 시스템 시험에 제공되고 VVVF 인버터의 반도체 소자를 IGBT로 변경했으며 억속 제동을 발전 제동에서 전력 회생 제동으로 변경하고, 지붕위의 제동용 저항기는 폐지되었다. 2003년의 편성 조합을 받지 않고 1000번대로 유일하게 잔존하는 편성이다.

### 8차 도입분
모하 721형(5001, 5101-5103, 5201-5203)
사하 721형(4101-4104, 4201-4204, 5101-5103, 5201-5203)
쾌속 '에어포트'편성 변경을 위해 2003년에 생산된 차량이다. 731계의 제어 시스템을 채택하고, IGBT 소자를 이용한 VVVF 인버터로 주전동기 N-MT731형(230kW)을 제어한다. 억속제동은 전력 회생제동을 탑재하고 지붕위에 제동용 저항기는 설치하지 않는다. 최고속도는 130km/h이다. 모하 721형의 팬터그래프는 당초부터 싱글암식을 탑재했다.
제작은 모하 721형·사하 721형의 중간차뿐이며 선두차는 1000번대 편성(6.7차 도입분)을 새롭게 조합해 충당했다. 편성에 조성하는 전동차의 사양으로 차량 번호를 구별하고 1000번대의 전동차를 조성한 편성은 4000번대(제동 지연 제어 없음), 본 구분의 전동차를 조성한 편성은 5000번대(제동 지연 제어 부가)를 번호 부여한다.
도어 포켓창의 비상 개폐가 폐지되어 기존차와 창문 배치가 바뀌고 있다. 측면 창은 당초부터 폴리카보네이트 재질이다. 눈사태 막음 및 빙괴 추락 사고 방지를 위해 바닥밑에는 789계 전동차 등과 같이 전체를 덮을 기기 커버를 설치한다.
일반 객차의 실내는 데크 칸막이 문을 폐지하고 출입문 인근 좌석을 롱시트로 변경하여 대형 가림 칸막이를 마련했다. 좌석의 배색은 파랑을 기조로 한다. 출입문 주변의 배치나 배색은 731계와 유사하여 승객용 출입문 위와 옆에서 온풍을 보내 냉기를 차단하는 에어커튼, 원적외선 난방 장치, 버튼 개폐식 반자동출입문을 탑재한다. 냉방 장치는 용량을 증대한 N-AU722형(30,000kcal)으로 변경되었다.
화장실은 휠체어 대응 때문에 대형화하고 3호차화된 사하 721형(일반 객차)에 설치한다. u시트차 사하 721형은 데크 문을 편미닫이 자동문으로 하고 좌석 등의 내장도 대폭 변경되었다.
모하 721-5001의 1량만은 편성 조성에서 잉여 선두차와 조성하며 3량 편성을 위해 제어 장치나 전동기 및 객실 좌석은 다른 8차 차량과 동일하나 편미닫이식 데크 칸막이 문이 설치되어 승객용 출입문 반자동 기능은 탑재하지 않고 8차 도입분의 부수차가 포함되지 않아 제동 지연 제어는 하지 않는다. 그 때문에 다른 8차 도입분 전동차가 (M1)차인데 비해 (M2)차와 구별되고 있다.

### 개조
'U시트' 설치개조

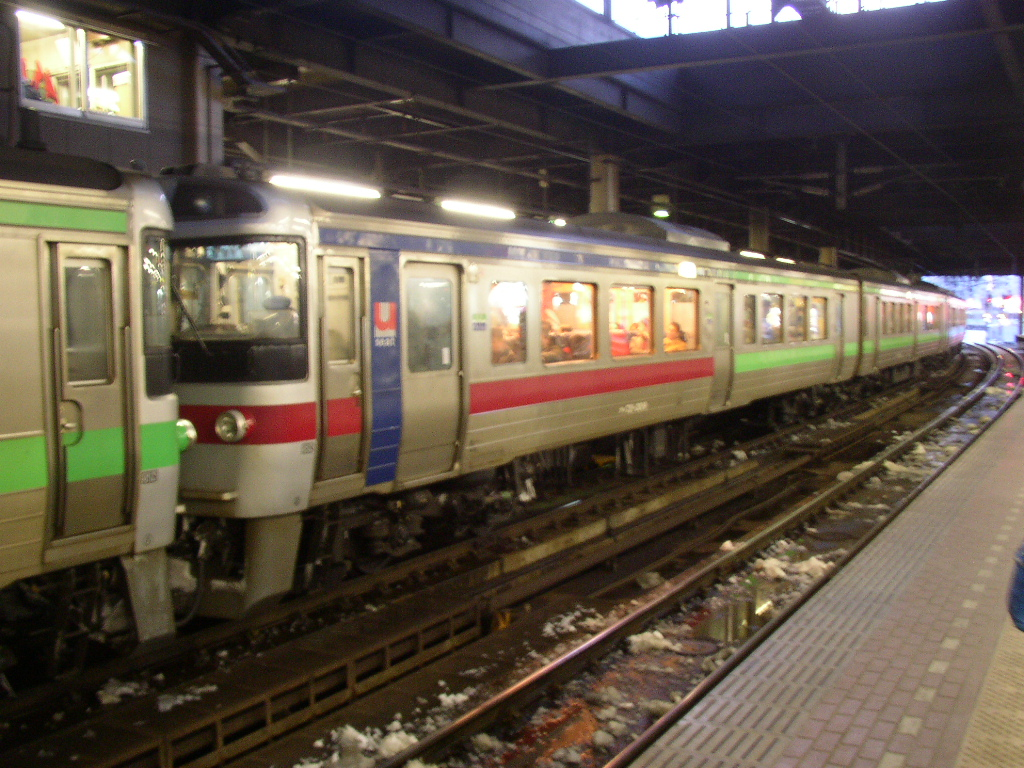
반실 U시트 시대의 F-3000번대 편성
현재는 일반석으로 환원되었다.
2002년 12월 22일/삿포로 역

쾌속 '에어포트'에 사용하는 편성을 대상으로 지정석 'U시트'로 리클라이닝 시트화·좌석 간격 확대· 문자 뉴스 표시 디스플레이(가시 라디오)설치 등의 개조를 2000년부터 실시했다.
당초 반실만의 설정으로 6량 고정 편성의 4호차(사하 721형)및 일부 3량 편성(신치토세 공항 방면 선두차)에 설치하고 해당 차량 실내부의 차체 색띠는 빨강+청으로 식별을 쉽게 했다.
2003년의 편성 변경으로 'U시트'는 1량의 모든 실내로 확대되어 실내 설비를 일신한 차량이 투입된 것 외에 '에어포트'의 운용에서 벗어난 편성에서는 일반 좌석으로 복원이 이루어졌다. 현재 'U시트'는 6량 고정 편성의 4호차 전체 차량과 F-1009편성의 선두차(쿠하 721-1009)에 설치된다.
130km/h 운행 대응 개조
2002년 3월부터 쾌속 '에어포트' 130km/h 운행에 대응하기 위해 해당 차량으로 운영하는 2 - 5차 도입분에 대해 이하의 개조를 실시했다.
제동장치 강화, 전조등을 HID에 교체하고, 겨울의 돌 흙탕에 의한 파손 방지를 위해 객실 출입문 창을 모두 폴리 판자로 교체했다.
운전석의 모니터 장치는 컬러 액정 디스플레이로 갱신하고, 자동 방송 장치를 탑재하고 있다. 개조차는 차량 번호에 3000을 더하여 3000번대로 구분한다.
제어계 갱신
사용 개시부터 20년 이상 경과한 초기의 차량에 대해 실시되는 갱신 공사로 제어 장치와 주전동기 등 전장품의 갱신을 주축으로 하며 전력·보수 비용의 저감이나 차량의 연명을 도모하는 것이다.
2010년부터 JR 홋카이도 나에보 공장에서 개조 공사가 실시되었다. 제1편성으로 F-7편성이 개조되어 F-2107편성으로 운용되고 있다. 또한 그 후 제2편성으로 F-3122·F3123편성이 제3편성으로 F-3103·F3203편성이 2011년에 개조되었다.
제어는 기존의 사이리스터 위상제어에서 VVVF 인버터 제어로 변경되고 모하 721형에는 IGBT 소자를 탑재한 주변환 장치가 탑재되었다. 편성 중의 전동차는 1량만 1M2T 편성되어 쿠모하 721형 및 모하 720형은 전장을 해제하는 각각 쿠하 721형 및 사하 721형으로 편입되었다. 주변환 장치의 탑재에 따른 주회로에 회생제동이 병설(전력 회생제동 병용 전기지령식 공기제동)되면서 쿠모하 721형 및 모하 720형의 지붕위에 탑재된 발전제동용 저항기는 철거되었다.
이 외에 전조등의 조명을 HID로 변경, 차량 간 전락 방지막의 신설과 마루바닥의 교체 등 의장도 변경이 이루어지고 있다.
피난 사다리 설치 공사
2011년 5월 27일 세키쇼 선에서 발생한 특급 열차 탈선 화재 사고로 모든 편성에 피난 사다리가 설치되었다.
3량 편성은 도마코마이·다키카와 방면 선두차의 객실 내 운전석 쪽에 1인분 좌석을 철거하고 데크와 칸막이, 오타루 방면 선두차의 생산 당초부터 있던 기기실 내부(방설 구조)에 추가로 설치되었다. 도마코마이·다키카와 방면 선두차의 객실내에 있는 것은 보통 플라스틱 커버로 덮여 있다. 또한 이 개조에 따라 좌석 방향의 고정은 하지 않았고 2열의 좌석을 운전석 쪽으로 전환하는 것도 가능하다.
6량 편성은 각 선두차의 관통문 부분에 기대어 설치되어 있다. 3량 편성과 달리 플라스틱 커버가 설치되지 않았다. 당초에는 '사다리'만이 설치되어 선두차의 관통 부분을 밖에서 보면 노란색 커버를 암시하여 만들어져 있지만 현재는 각 편성 모두 관통문의 폴리 카보네이트 판자 사다리가 접촉하는 부분에 검은 스티커가 붙어 있다.
개조는 2012년도 중에 시작되었으며 모든 편성의 각 선두차에 1개씩 설치되었다.
그 외의 개조
- 731계의 사용 개시 후 이 계열과 병결 운용을 하는 3량 편성의 출입문 회로 개조를 실시하고 있다. 731계의 반자동 출입문을 본 계열 쪽에서도 제어할 수 있도록 승객용 출입문을 조작하는 차장 스위치를 반자동 제어 가능한 것으로 변경[9]하고 있다.
- 겨울철 착설(눈이 달라붙는 현상) 경감을 목적으로 팬터그래프를 하부교차식에서 싱글암식으로 교체했다. 8차 도입분 이외의 차량 전체가 대상으로 785계와 동일한 N-PS785형을 탑재했다. 2006년에 전체 차량의 교체를 완료했다.
- 운전실 조수석 측의 전면 창·객실창을 폴리 판자로 교환하는 개조 및 '에어포트'로 운용되는 차량을 중심으로 8차 도입분에 표준 탑재된 하부 기기 커버를 기존차량에 추가 설치하는 개조가 순차적으로 실시되고 있다.
- 2007년부터는 종별·행선 표시기의 문자폰트 변경·영자 병기화 등의 디자인 변경이나 자동 방송 장치 탑재 차량에서는 방송 내용의 변경이 순차적으로 이루어지고 있다.

## 편성과 운용
전 135량이 삿포로 운전소에 배치되어 아래의 열차로 운용된다.
- 쾌속 '에어포트'[10]: 신치토세 공항 - 오타루
- 구간 쾌속 '이시카리 라이너': 오타루 역 - 이와미자와역
- 삿포로 근교의 보통 열차
  - 하코다테 본선(오타루 - 다키카와)
  - 치토세 선·무로란 본선(삿포로 - 도마코마이 - 신치토세 공항)
  - 삿쇼 선(가쿠엔도시 선) (소엔 - 홋카이도 의료대학)

5차 도입분까지는 사이리스터 제어, 6차 도입분 이후에는 VVVF 인버터 제어이며 편성 번호는 중간 전동차의 번호 식별 기호 'F'를 부가한 번호에서 3량 단위로 부여된다. 6량 고정 편성은 전후의 3량이 각각 다른 편성 번호이다.
2012년 6월 1일부터는 삿쇼 선(가쿠엔도시 선) 운행을 개시하는 같은 해 10월 27일부터는 쾌속 '에어포트'용 편성도 이시카리토베쓰까지 운행한다.
2014년 8월 30일의 다이아 개정에서는 하코다테 본선(오타루 역 - 삿포로 역 - 아사히카와역)에 잔존하고 있는 711계 전동차 상하 모두 30개의 운용 중 16개가 본 계열로 대체되어 아사히카와까지 운행하게 되었다.

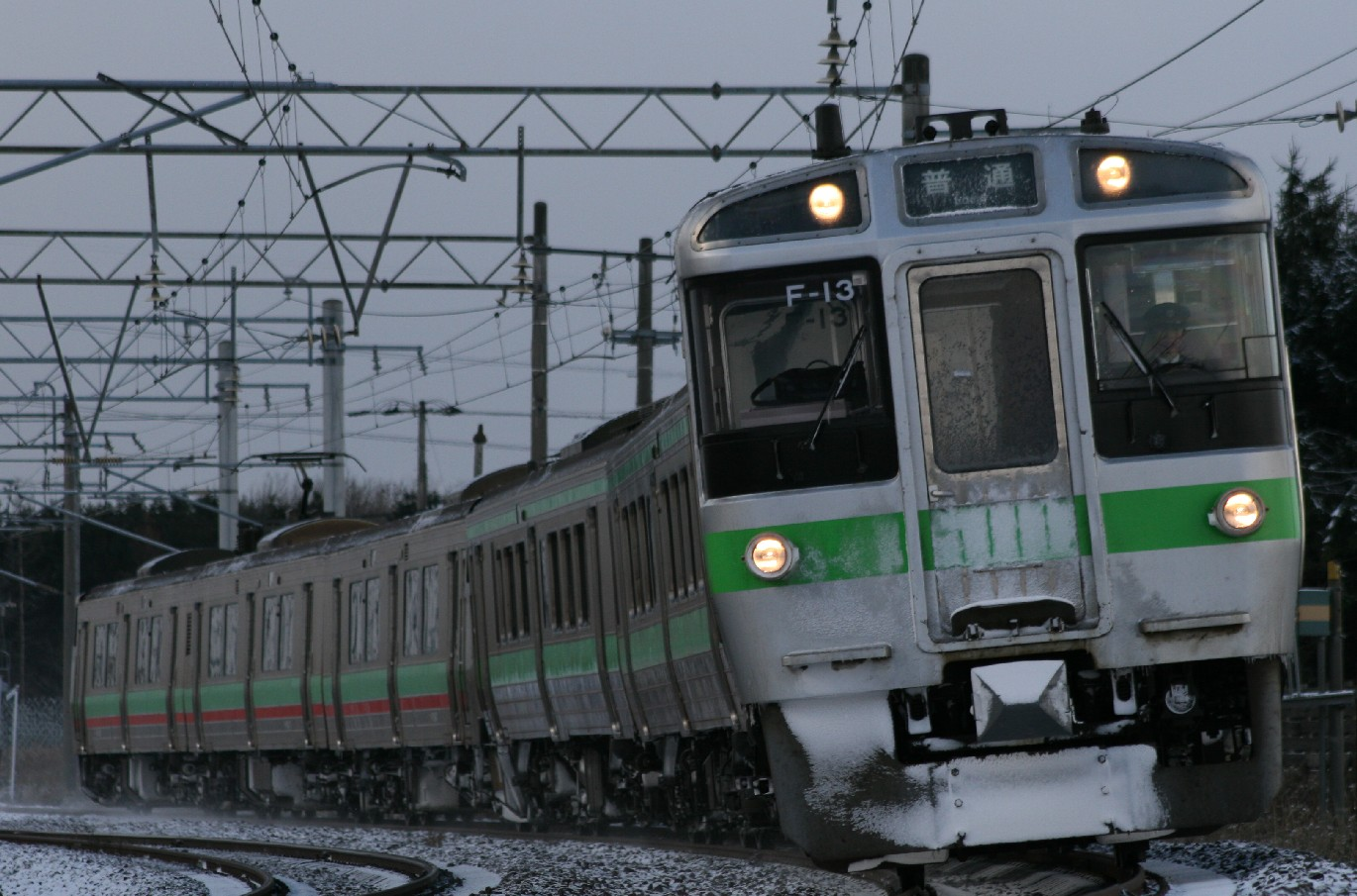
731계와의 병결 운용 열차
(2009년/도요호로 - 호로무이)

### 3량 편성
주로 보통 열차에 사용된다. 2개 편성을 병결한 6량 편성 731계와의 병결 운용도 다수 존재한다.
F-1 - F-6･F-8 - F-14
초기의 1.2차 도입분의 편성으로 3량 13편성(39량)이 재적한다.
구간 쾌속 '이시카리 라이너'와 보통 열차로 운용되고 있다.
F-3015 - F-3021
3량 7편성(21량)이 재적한다. 2-4차 도입분을 2002년에 130km/h 대응 개조한 3000번대 편성이다. 현재는 F-1 - F-14편성과 공통으로 운용되고 있다.
2003년까지는 삿포로·오타루방면 3량으로 에어포트'운용이 있고 F-3015·3017·3019편성은 신치토세 공항방면 선두차의 반실을 'u시트'라고 하고 있었다. 2003년의 운용 변경으로 'u시트'는 보통석으로 되돌려졌으나 해당 차량은 바닥의 무늬가 다른 차량과 다르기 때문에 식별은 용이하다. 일시적으로 '에어포트'의 운용으로 이용되며 'u시트'없이 신치토세 공항방면의 3량 운용에 들어가는 것이 있다.

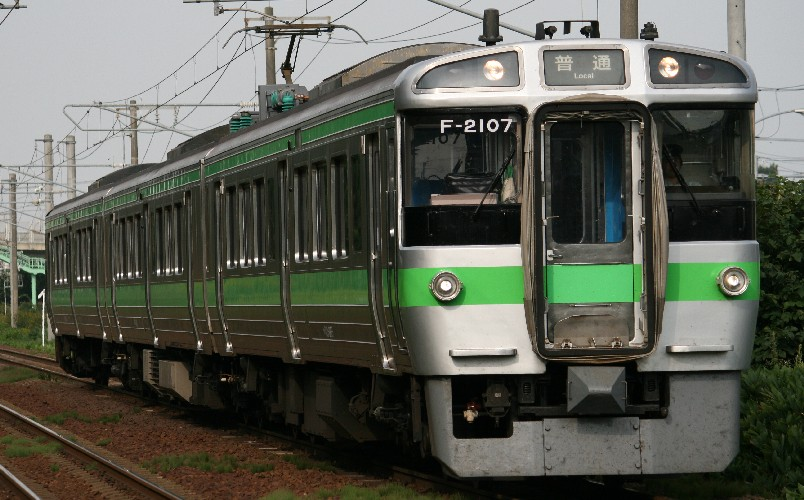
F-2107편성(2010년 9월 2일)

F-2107
3량 1편성(3량)이 재적한다. 2010년에 F-7편성을 개조한 편성으로 VVVF 인버터 제어 방식이다. 구간 쾌속 '이시카리 라이너'와 보통 열차로 운용되고 있다.
| ←오타루・삿포로신치토세 공항・도마코마이・다키카와→ |                   |                     |
| 쿠하 721-2200 (Tc2)                                 | 모하 721-2100 (M) | 쿠하 721-2100 (Tc1) |

- 번호의 신구대비
  - 쿠모하 721-7→ 쿠하 721-2207
  - 모하 721-7→ 모하 721-2107
  - 쿠하 721-7→ 쿠하 721-2107

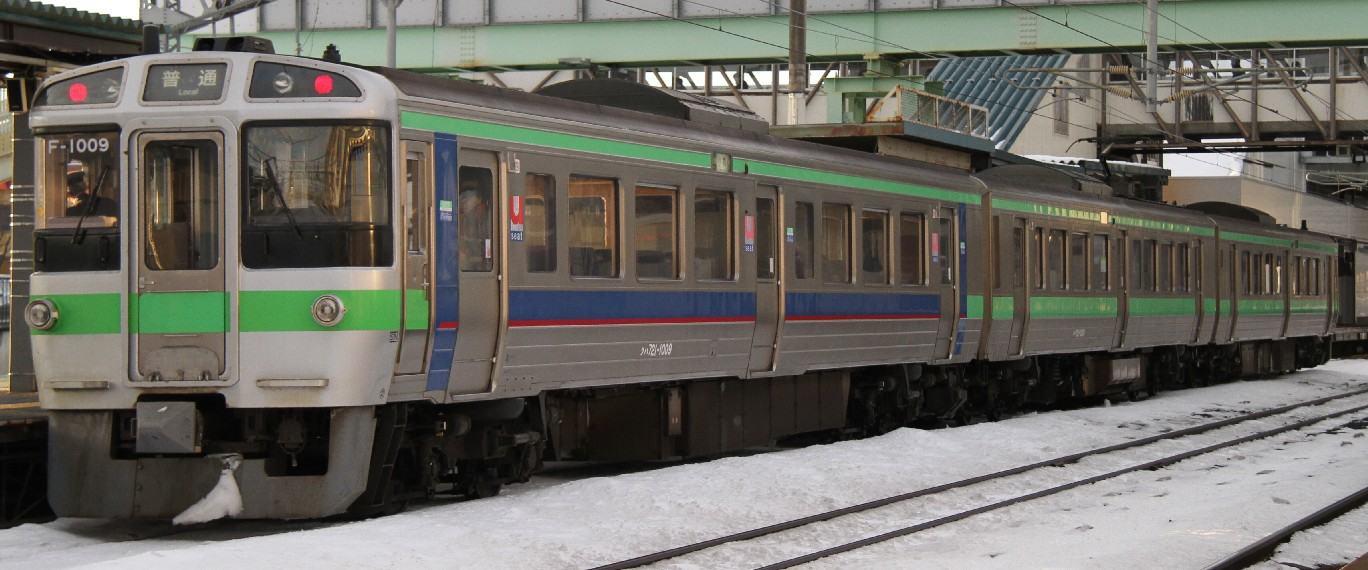
선두차 쿠하 721-1009가
u시트 차량의 F-1009편성
(2011년/시로이시 역)

F-1009
3량 1편성(3량)이 재적한다. 2003년에 편성 변경되지 않고 잔존한 유일한 1000번대 편성이다. 신치토세 공항 방면 선두차의 전실이 'u시트'로 개조되어 있다. F-5001편성, 드물게 F-3015 - F-3021과 혼합 조성하고 6량 편성의 운용이 많다. 쾌속 '에어포트'의 예비 편성적 존재로 통상은 일반 3량 편성과 같은 운용에 충당되지만 다른 '에어포트'편성의 검사 등이 있는 경우는 '에어포트' 운용에도 사용된다.

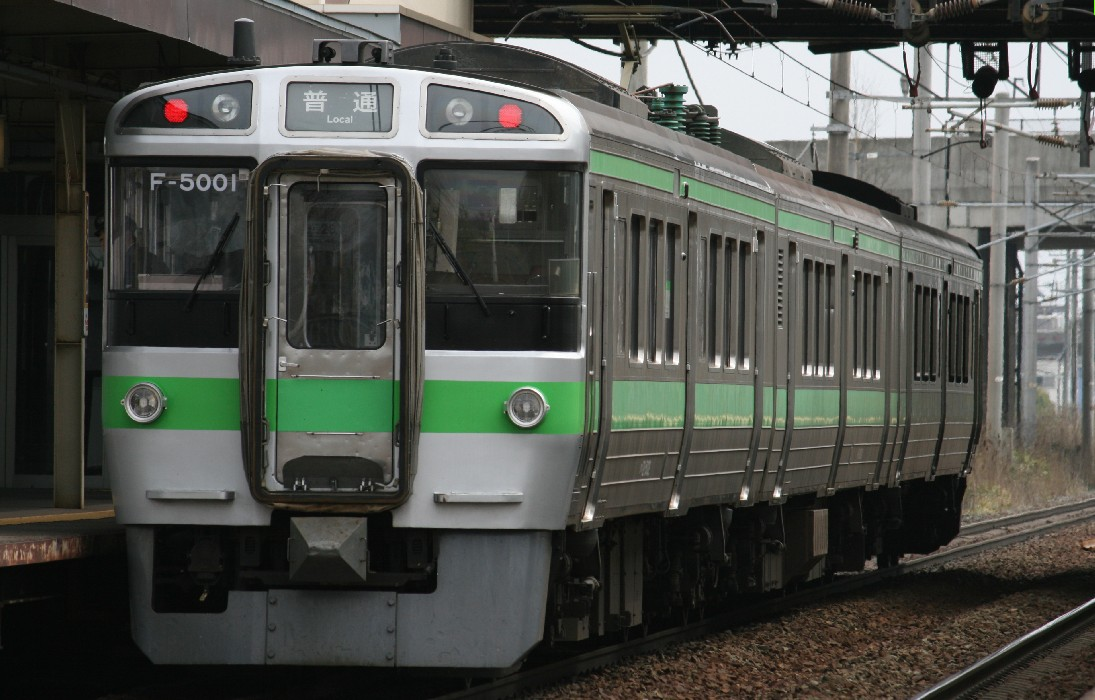
단독으로 운용되는 F-5001편성
(2010년/메구미노 역)

F-5001
3량 1편성(3량)이 재적한다. 2003년의 편성 재조합에서 마련된 1000번대의 선두차 2량으로 8차 도입분 전동차 모하 721-5001을 조성한 3량 편성이다. F-1009편성과 연결하는 6량 편성의 운용이 많지만 일반의 3량 편성과 같은 운용으로 충당되는 것도 있다.
- 번호의 신구대비
  - 쿠하 721-1005·2006→ 쿠하 721-5001·5002

### 6량 편성
전체 편성으로 보통차 지정석 'u시트'를 4호차의 전체 차량으로 설정한다. 733계 3000번대와 공통으로 쾌속 '에어포트'를 중심으로 운용된다.
F-3222+F-3123
6량 1편성(6량)이 재적한다.
1992년 3량 편성이었던 4차 도입분 F-22편성에 중간차 3량(5차 도입분)을 편입하여 6량으로 고정한 편성이다. 2002년의 130km/h 대응 개조로 F-3022·F-3023편성과도 변하고, 또한 2011년의 제어계 갱신 개조에 의한 현재의 편성 번호가 되었다.
편성은 다음과 같이 4호차 사하 721-3222에 'u시트'을 설정한다. F-3222편성은 6량 편성의 오타루 방면 3량, F-3123편성은 신치토세 공항 방면 3량이다.
| ←오타루·이시카리토베쓰·삿포로신치토세 공항・도마코마이・다키카와→ |                             |                              |                             |                             |                               |
| 쿠하 721-3222 (Tc2)4차 도입분                                     | 모하 721-3222 (M)4차 도입분 | 사하 721-3222 (Tu)5차 도입분 | 사하 721-3123 (T)5차 도입분 | 모하 721-3123 (M)5차 도입분 | 쿠하 721-3122 (Tc1)4차 도입분 |
| F-3222편성                                                        | F-3222편성                  | F-3222편성                   | F-3123편성                  | F-3123편성                  | F-3123편성                    |

번호의 신구 대비
- 쿠모하 721-22→ 쿠모하 721-3022→ 쿠하 721-3222
- 모하 721-22→ 모하 721-3022→ 모하 721-3222
- 사하 721-22→ 사하 721-3022→ 사하 721-3222
- 모하 720-23→ 모하 720-3023→ 사하 721-3123
- 모하 721-23→ 모하 721-3023→ 모하 721-3123
- 쿠하 721-22→ 쿠하 721-3022→ 쿠하 721-3122

F-3101+3201 - F-3103+F-3203
6량 3편성(18량)이 재적한다.
1992년에 6량 고정 편성으로 제작된 5차 도입분을 2002년에 130km/h 대응 개조로 3000번대화한 편성이다.
F-3103+F-3203편성은 2011년, F-3101+3201편성과 F-3101+3202는 2013년에 제어계 갱신 개조를 받았으며 사이리스터 제어에서 VVVF 인버터 제어로 변경되었다.
편성은 다음과 같이 4호차 사하 721-3200에 'u시트'를 설정한다. F-3100번대는 6량 편성의 신치토세 공항 방면 3량, F-3200번대는 오타루 방면 3량이다.
| ←오타루·이시카리토베쓰·삿포로신치토세 공항・도마코마이・다키카와→ |                    |                    |                   |                    |                    |
| 쿠모하 721-3200 (Mc)                                              | 모하 721-3200 (M') | 사하 721-3200 (Tu) | 모하 720-3100 (M) | 모하 721-3100 (M') | 쿠하 721-3100 (Tc) |
| F-3200번대                                                        | F-3200번대         | F-3200번대         | F-3100번대        | F-3100번대         | F-3100번대         |

번호의 신구 대비
- 쿠모하 721-201-203→ 쿠모하 721-3201-3203→ 쿠하 721-3201-3203
- 모하 721-201-203→ 모하 721-3201-3203
- 사하 721-201-203→ 사하 721-3201-3203
- 모하 720-101-103→ 모하 720-3101-3103→ 사하 721-3101-3103
- 모하 721-101-103→ 모하 721-3101-3103
- 쿠하 721-101-103→ 쿠하 721-3101-3103

F-4100+F-4200
F-4101-4104+F-4201-4204편성의 6량 4편성(24량)이 재적한다.
2003년의 편성 변경으로 1000번대의 6량(3+3량) 편성 3.4호차의 선두차를 8차 도입분의 부수차 2량으로 개정하여 6량으로 고정한 편성이다.
전동차는 기존 1000번대 사양으로 제동 지연 제어가 없기 때문에 편성 전체 차량을 4000번대로 구분한다.
편성은 다음과 같이 4호차 사하 721-4200에 'U시트'(신형)를 설정한다. F-4100번대는 6량 편성의 신치토세 공항 방면 3량, F-4200번대는 오타루 방면 3량이다.
| ←오타루·이시카리토베쓰·삿포로신치토세 공항・도마코마이・다키카와→ |                                |                              |                             |                                |                                 |
| 쿠하 721-4200 (Tc2)6･7차 도입분                                   | 모하 721-4200 (M')6･7차 도입분 | 사하 721-4200 (Tu)8차 도입분 | 사하 721-4100 (T)8차 도입분 | 모하 721-4100 (M')6･7차 도입분 | 쿠하 721-4100 (Tc1)6･7차 도입분 |
| F-4200번대                                                        | F-4200번대                     | F-4200번대                   | F-4100번대                  | F-4100번대                     | F-4100번대                      |

- 번호의 신구 비교
  - 모하 721-1003·1006·1007·1002→ 모하 721-4101-4104
  - 모하 721-1004·1005·1008·1001→ 모하 721-4201-4204
  - 쿠하 721-1003·1006·1007·1002→ 쿠하 721-4101-4104
  - 쿠하 721-2004·2005·2008·2002→ 쿠하 721-4201-4204

F-5100 + F-5200
F-5101-5103+F-5201-5203편성의 6량 3편성(18량)이 재적한다.
2003년의 편성 변경으로 4000번대 편성 조성에서 마련된 1000번대 선두차 2량이며, 8차 도입분의 중간차 4량(전동차 2량+부수차 2량)을 포함한 6량 고정편성이다.
신조한 전동차의 제어 시스템은 기존 차량과 달리 제동 지연 제어가 가능한 편성 전체 차량을 5000번대로 구별한다.
편성은 다음과 같이 4호차 사하 721-5200에 'U시트'(신형)를 설정한다. F-5100번대는 6량 편성의 신치토세 공항 방면 3량, F-5200번대는 오타루 방면 3량이다.
| ←오타루·이시카리토베쓰·삿포로신치토세 공항・도마코마이・다키카와→ |                              |                              |                             |                              |                                 |
| 쿠하 721-5200 (Tc2)6･7차 도입분                                   | 모하 721-5200 (M1)8차 도입분 | 사하 721-5200 (Tu)8차 도입분 | 사하 721-5100 (T)8차 도입분 | 모하 721-5100 (M1)8차 도입분 | 쿠하 721-5100 (Tc1)6･7차 도입분 |
| F-5200번대                                                        | F-5200번대                   | F-5200번대                   | F-5100번대                  | F-5100번대                   | F-5100번대                      |

번호의 신구 대비
- 쿠하 721-1005・1001・1004・1008 → 쿠하 721-5001・5101 - 5103
- 쿠하 721-2006·2001·2003·2007→ 쿠하 721-5002·5201-5203

## 참고 문헌
- 교우사 '철도 팬' 1992년 9월호 No.377 p65
- 교우사 '철도 팬' 2003년 12월호 No.512 p64-69
- 전기차 연구회 '철도 픽토리얼' 1989년 3월호 No.508 특집:711계·781계 교류 전동차 p23
- 전기차 연구회 '근교형 교직류·교류 전동차' JR 전동차 라이브러리 4 1995년 ISBN 4-88548-078-7
- MG 코퍼레이션 '홋카이도 JR계 현역 철도 차량 도감' ISBN 978-4-900253-61-2